# Fort Rheinhell

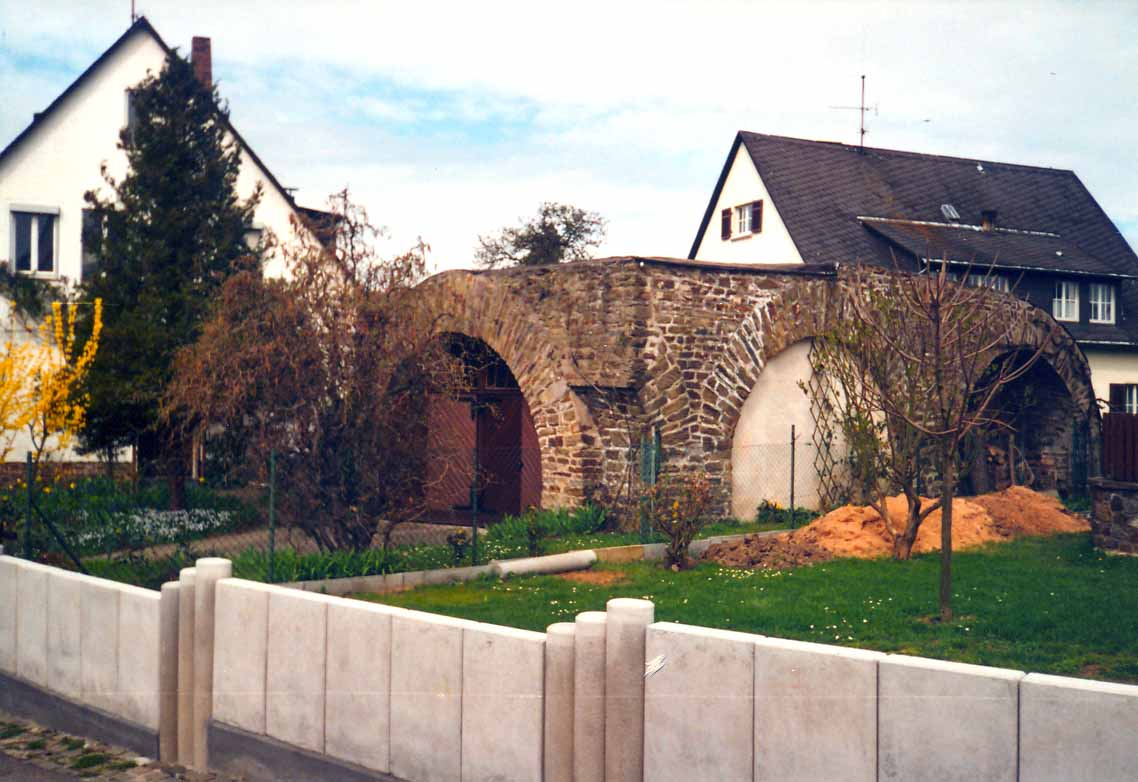
Reste des Forts Rheinhell

Das System Pfaffendorfer Höhe auf der rechten Rheinseite mit dem Fort Rheinhell (Mitte untere Hälfte)

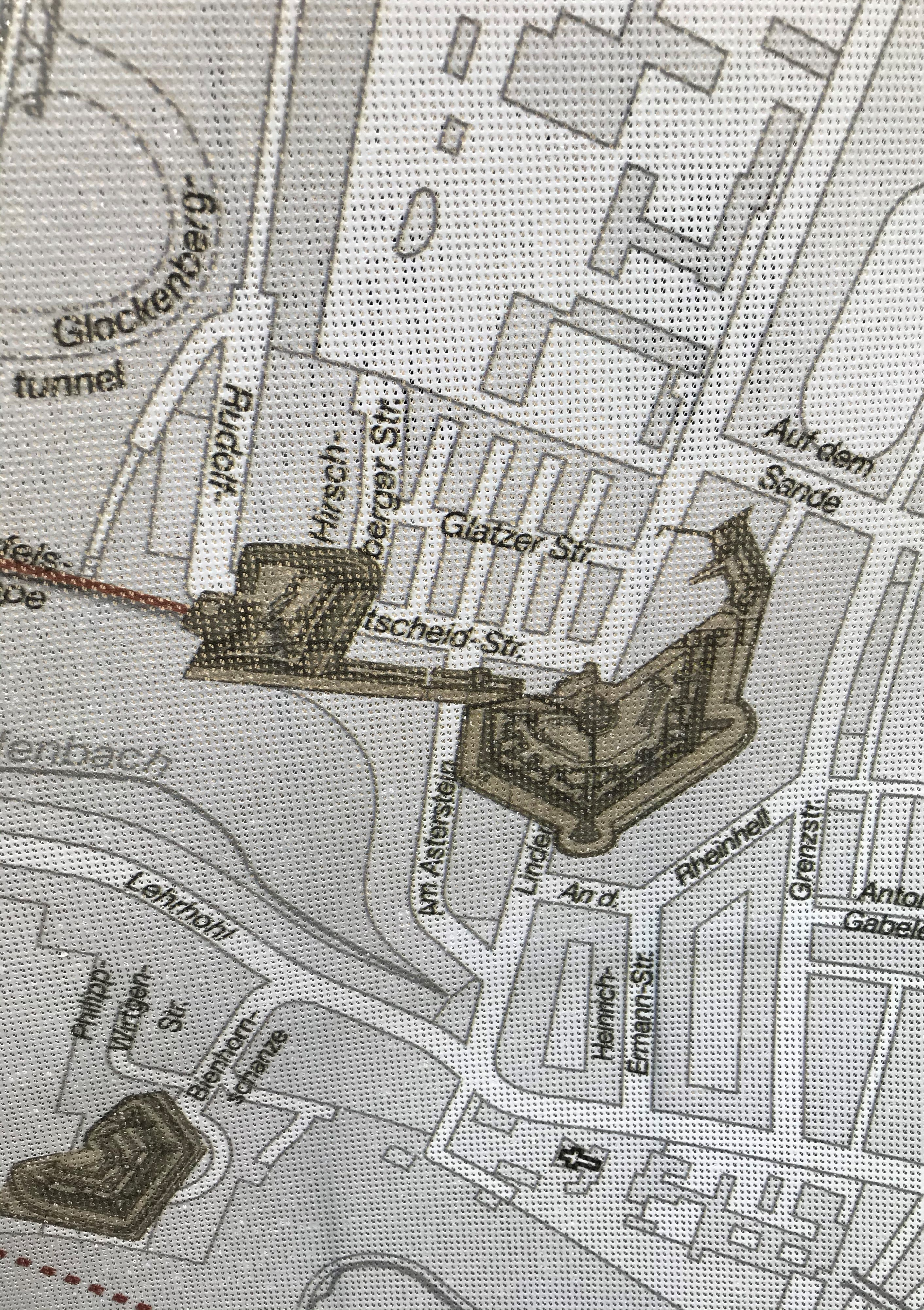
Ansicht u. a. des Forts Rheinhell wie es sich auf Grundlage des heutigen Straßenverlaufs in den Straßen „Am Asterstein“, „Lindenallee“ und „Auf der Lier“ dargestellt hätte.

Das Fort Rheinhell war Teil der preußischen Festung Koblenz und gehörte zum System Pfaffendorfer Höhe. Von dem in den 1860er Jahren erbauten und in den 1920er Jahren geschleiften Fort ist im heutigen Koblenzer Stadtteil Asterstein nur noch ein kleiner Rest des Reduits erhalten.

## Geschichte
Das Fort Rheinhell wurde nach 1859 im Süden des Forts Asterstein erst vorläufig als Erdwerk und dann von 1864 bis 1868 in Form einer Lünette permanent ausgebaut. Grund war der Bau der Pfaffendorfer Brücke, die zunächst nur militärischen Zwecken diente und zu dieser Zeit nur von der Eisenbahn befahren werden konnte. Bereits 1864 erfolgte die Verbindung der Anlage mit dem Werk Glockenberg.
Nach dem Ersten Weltkrieg musste auch diese Anlage, wie auch die anderen Koblenzer Festungswerke, in Ausführung des Artikels 180 des Versailler Vertrags, entfestigt werden. Zur Zerstörung vorgesehen waren die Grabenmauern, die Grabenwehren, mehrere Pulvermagazine, die Hohltraversen uvm. Die Verbindung zum Werk Glockenberg sollte mit Breschen versehen werden. Das Entfestigungsamt Koblenz stellte u. a. einen Erhaltungsantrag für die Wallkasematte des Forts, da diese auch weiterhin von einer Milchgenossenschaft zur Unterbringung von Vieh und Personal genutzt werden sollte. Nach der abgeschlossenen ersten Entfestigungsphase (1920–1922) wurde im Fort auch die verbliebene Sprengmunition gelagert.
Die Arbeiten am Fort Rheinhell begannen am 19. April und wurden am 30. August 1927 fertig gemeldet. Dabei kam es bei der Zerstörung der Kehlgrabenwehr zur größten Sprengung bei den Koblenzer Entfestigungsarbeiten durch Anwendung von 1350 Pfund Sprengstoff in 188 Ladungen. Hiernach blieb das Gelände vorerst militärisches Sperrgebiet, da es von der Besatzung zu Übungszwecken weiter genutzt wurde. Wie bei der Arzheimer Schanze blieb das Fort Rheinhell nach der Entfestigung stark verwüstet. Über das Schicksal der verbliebenen Reste der Anlage ist nichts bekannt. Das Gelände ist heute bebaut, ein verbliebener Gebäuderest der Festung wird noch als Garage genutzt. Daneben kommen bei Ausschachtungsarbeiten immer wieder Festungsreste zum Vorschein.

## Denkmalschutz
Der Rest von Fort Reinhell ist ein geschütztes Kulturdenkmal nach dem Denkmalschutzgesetz (DSchG) und in der Denkmalliste des Landes Rheinland-Pfalz eingetragen. Er liegt in Koblenz-Asterstein zwischen (hinter) Lindenallee 30 und 32.
Seit 2002 ist der Rest von Fort Rheinhell Teil des UNESCO-Welterbes Oberes Mittelrheintal.